# فرديناند ألبين باكس
فرديناند ألبين باكس (1858-1942) (بالإنجليزية: Ferdinand Albin Pax)‏ هو عالم نبات ألماني.